# Bernard Jean
Pour les articles homonymes, voir Jean.
Bernard A. Jean, né le 2 mars 1925 à Lamèque et mort le 4 juin 2012 à Caraquet, est un avocat, syndicaliste, homme politique et juge canadien.

## Biographie

### Famille et études
Bernard A. Jean est né le 2 mars 1925 à Lamèque, au Nouveau-Brunswick. Son père est Ézade G. Jean et sa mère est Esther Duguay. Il a deux sœurs et quatre frères: Anna, Antonio, Bertin, Maurice, Patricia et Valère. Il étudie au Couvent Jésus-Marie de Lamèque, au Collège Saint-Joseph de Memramcook et à l'Université Laval de Québec. Il épouse Corinne Lanteigne le 7 novembre 1938 et le couple a six enfants: Françoise, Isabelle, Maurice, Monique, Rodrigue et Suzanne.

### Avocat et syndicaliste
Il commence à pratiquer le droit dans la Péninsule, où il est l'un des deux seuls avocats de la région. À cette époque, il est conseiller juridique des caisses populaires de Caraquet et de Lamèque.
À l'époque, la ville de Caraquet ne compte que des écoles offrant l’éducation jusqu'en huitième année. Il milite donc pour l'ouverture de l'école régionale La Nacelle, enseignant jusqu'à la douzième année, en 1959.
Dès 1957, une campagne prône la construction d'un hôpital à Caraquet. Bernard Jean prépare la constitution en municipalité de la ville, une étape nécessaire pour pouvoir emprunter les fonds pour la construction. Après la constitution, en novembre 1961, Bernard Jean est nommé avocat-conseil.
Il fonde le premier syndicat ouvrier de la Péninsule et rédige la charte et les règlements de l'Union des manutentionnaires de poisson du Nouveau-Brunswick, probablement la première entièrement écrite en français dans la province. Il milite avec Gérard Chenard, du ministère des pêches, pour la construction de l'École des pêches du Nouveau-Brunswick à Caraquet, en 1963.
En 1967, il est l'un des fondateurs et membre du premier conseil d'administration de la Villa Beauséjour, l'un des premiers foyers de soin pour personnes âgées de la province.
Puisque la majorité anglophone est souvent réfractaire aux aspirations des Acadiens, Bernard Jean s'allie des membres de l'Ordre de Jacques-Cartier.

### Député
Bernard Jean est membre de l'Association libérale du Nouveau-Brunswick. Il est élu à la 44e législature pour représenter la circonscription de Gloucester à l'Assemblée législative du Nouveau-Brunswick le 27 juin 1960, lors de la 44e élection générale.
Il est réélu à la 45e législature le 22 avril 1963, lors de la 45e élection générale, avec un pointage plus élevé qu'en 1960. Il est alors élu président de l'Assemblée législative du Nouveau-Brunswick. Il devient ensuite procureur général en 1966, dans le gouvernement de Louis Robichaud. Sous son mandat, le bureau du procureur général devient un véritable ministère de la Justice, et il devient lui-même ministre jusqu'en 1970.
Bernard Jean est réélu à la 46e législature le 23 octobre 1967, lors de la 46e élection générale, avec un pointage plus élevé qu'en 1960 et 1963. La Loi sur les langues officielles est adoptée en 1969 et son ministère doit gérer le programme de refonte des lois et de traduction des lois et règlements en français, une première en common law. Son ministère doit également étudier le profil linguistique de la fonction publique et nomme plusieurs francophones à des postes de direction.
Il est réélu à la 47e législature le 26 octobre 1970, lors de la 47e élection générale, avec un pointage encore plus élevé mais se retrouve dans l'Opposition officielle, les progressiste-conservateurs de Richard Bennett Hatfield ayant pris le pouvoir.

### Juge
Il est finalement juge à la Cour de comté en 1972. Il devient juge à la division du Banc de la Reine de la Cour suprême du Nouveau-Brunswick en 1979. Il est l'un des premiers juge néo-brunswickois à avoir présidé un procès uniquement en langue française. Il est également le premier magistrat de la province rédiger un jugement en français.

### Retraite et mort
Bernard Jean prend sa retraite en 1994. Il souffre de la maladie d'Alzheimer durant plusieurs années. Il meurt chez lui, à Caraquet, durant son sommeil le 4 juin 2012. Ses funérailles ont lieu le 9 juin 2012 à l'église Saint-Pierre-aux-Liens de Caraquet.

## Héritage
Il est membre des chambres de commerce de Caraquet, Shippagan et Miscou ainsi que de la Fondation culturelle acadienne.
La galerie d'art Bernard-Jean, à Caraquet, porte son nom.
Il a convaincu plusieurs entreprises de la Péninsule acadienne d'afficher en français, à une époque ou de plus en plus affichaient en anglais. Il a également incité les pêcheurs à nommer leurs bateaux en français.